# Captive
Captive è un film del 2015, diretto da Jerry Jameson.

## Trama
L'11 marzo 2005, il criminale Brian Nichols uccide Rowland Barnes, il giudice che seguiva il suo caso, ed evade dalla prigione in cui era detenuto. Durante la fuga, prende in ostaggio la giovane Ashley Smith, obbligandola a ospitarlo in casa sua.

## Distribuzione
Negli Stati Uniti, la pellicola è stata distribuita a partire dal 18 settembre 2015; in Italia Captive è stato pubblicato direttamente in home-video e trasmesso in prima televisiva su Cielo, il 28 aprile 2019.